# Lingua tok pisin
La lingua tok pisin (composto di tok, "parola", "discorso" o "lingua" e pisin, cioè "pidgin") è una lingua creola basata sull'inglese parlata in Papua Nuova Guinea, nella parte settentrionale dello Stato, nel distretto della capitale Port Moresby e nelle isole appartenenti a tale stato.

## Distribuzione geografica
Con più di 100.000 parlanti madrelingua e altri 4 milioni di parlanti che la usano come seconda lingua, il tok pisin è la lingua più diffusa in Papua Nuova Guinea. Tra i 5 e i 6 milioni di persone lo usano in una certa misura, anche se non tutti lo parlano fluentemente.  Il tok pisin è noto anche come pidgin della Nuova Guinea o (nei contesti accademici) come neo-melanesiano o pidgin anglo-melanesiano.
Spesso, quando si trovano ad utilizzare l'inglese (altra lingua ufficiale dello Stato), gli abitanti della Papua Nuova Guinea si riferiscono al tok pisin chiamandola, semplicemente, pidgin. Tuttavia, i linguisti preferiscono continuare a definire tale lingua come tok pisin: ciò sia per evitare possibili confusioni con altre lingue creole o pidgin, che per affermare l'idea per cui il tok pisin sia ormai da considerarsi una lingua a sé stante. Il tok pisin, infatti, non sarebbe più da ritenere un pidgin dal momento che ormai esistono molti parlanti madrelingua: proprio per questo motivo, esso non è più solo una lingua franca, utilizzata per facilitare la comunicazione tra persone che, abitualmente, parlano altri idiomi. Grazie a tale consapevolezza, il tok pisin sta attraversando una fase di standardizzazione della grammatica associata ad una vera e propria "creolizzazione" della lingua.

### Lingua ufficiale
È una delle tre lingue ufficiali della Papua Nuova Guinea.
Il tok pisin è usato con una certa frequenza dai mezzi di comunicazione e nell'attività di governo, sebbene in tali contesti spesso gli venga ancora preferito l'inglese. In alcune scuole elementari è lingua di insegnamento nei primi tre anni di frequenza.

### Dialetti e lingue derivate
Nelle diverse parti della Papua Nuova Guinea esistono numerose varianti locali, che differiscono tra loro sia nel vocabolario che nella grammatica. Veri e propri dialetti si sono sviluppati nelle Highlands, vale a dire in corrispondenza delle coste settentrionali (in particolare, i parlanti originari di Finschhafen hanno una parlata particolarmente veloce e ciò rende loro difficile il farsi comprendere altrove). Sulle isole di Bougainville e Buka è diffusa una variante alquanto distinta da quella utilizzata sulle isole della Nuova Irlanda e della Nuova Britannia (tuttavia, il tok pisin di Buka e Bougainville si mantiene ben distinto dal pijin delle Isole Salomone).

## Classificazione
Il tok pisin nasce all'epoca in cui gli abitanti di diverse isole del Pacifico, parlanti lingue diverse, furono impiegati nelle piantagioni del Queensland e di diverse isole dell'Oceania. Per comunicare tra loro, queste persone cominciarono a sviluppare un pidgin, basato principalmente sulla lingua inglese con l'aggiunta di termini dal tedesco, dal portoghese e dalle lingue austronesiane parlate dagli isolani. Tale pidgin diventò così il tok pisin: questa evoluzione, curiosamente, si verificò nella colonia tedesca della Nuova Guinea (dove, tra l'altro, si era sviluppata un'altra lingua creola, l'Unserdeutsch, basata sul tedesco e ora quasi estinta). 
Il tok pisin divenne così la lingua utilizzata per la comunicazione non solo fra colonizzati e colonizzatori, ma anche fra gli stessi locali parlanti idiomi diversi (dal primo pidgin, oltre al tok pisin, si svilupparono anche il bislama di Vanuatu e il pijin delle Isole Salomone). Il fatto che il tok pisin si sia sviluppato nella colonia tedesca della Nuova Guinea, dove la lingua dei colonizzatori era, ovviamente, il tedesco e non l'inglese, può essere paragonato a quanto accadde nella vicina Papua, dove a diventare lingua franca fu il motu (vale a dire l'idioma della popolazione della zona di Port Moresby) e non l'inglese. Infine è molto simile all'inglese.

## Fonologia

### Vocali
Esistono cinque vocali (a, e, i, o, u) che si pronunciano più o meno come in italiano.

## Vocabolario
Il tok pisin appare spesso improntato ad una grande inventiva e una grande vivacità nell'utilizzo di parole derivate dall'inglese (solitamente nella sua variante australiana), dalle lingue melanesiane e dal tedesco (la parte settentrionale della Nuova Guinea e le isole vicine furono colonia tedesca sino al 1914).
- askim - domanda (dall'inglese asking)
- ausait - fuori (dall'inglese outside)
- bagarap(im) - rompere, rotto (dall'inglese bugger up)
- bagarap olgeta - completamente rotto
- balus - aeroplano
- bikpela - grande (dall'inglese big fellow)
- bilong - di (dall'inglese belong)
- blut - sangue (dal tedesco Blut)
- bot - barca (dall'inglese boat)
- brata - fratello (dall'inglese brother)
- dispela - questo (dall'inglese this fellow)
- gutpela - buono (dall'inglese good fellow)
- isi - facile (dall'inglese easy)
- hapsaid - altro lato (dall'inglese other side)
- haus - casa (dall'inglese house)
  - haus meri - domestica (lett. "donna di casa")
  - haus moni - banca (lett. "la casa dei soldi")
  - haus sik - ospedale (lett. "la casa del malato")
  - sit haus - servizi igienici
  - Haus Tambaran - la casa tradizionale della regione di Sepik, nella quale si conservano i manufatti degli antenati; tambaran

indica "lo spirito dell'antenato"
- het - testa (dall'inglese head)
- hukim - pescare (dall'inglese hook, uncino)
- kaikai - cibo, mangiare
- kamap - arrivare (dall'inglese come up)
- kisim - prendere
- kwiktaim - improvvisamente (dall'inglese quick time)
- mangi - giovane uomo (dal tedesco maenchen, "bambino")
- marit - sposato (dall'inglese married)
- maski - non fa niente, non importa
- manmeri - gente
- meri - donna (dal nome proprio inglese "Mary")
- nau - adesso (dall'inglese now)
- olgeta - tutti (dall'inglese all together, "tutti insieme")
- olsem - tutto (dall'inglese all them)
- pain - trovare (dall'inglese find)
- Papa God - dio (dall'inglese God)
- pik - maiale (dall'inglese pig)
- pikinini - "bambino" o "figlio" (dal pidgin del Pacifico, a sua volta dal portoghese)
- ples - posto (dall'inglese place)
- raus(im) - uscire (dal tedesco raus)
- samting - qualcosa (dall'inglese something)
- sapos - se (dall'inglese suppose)
- save - sapere, fare abitualmente (dal pidgin del Pacifico, a sua volta dal portoghese)
- skul - scuola (dall'inglese school)
- slip - dormire, ma anche vivere (dall'inglese sleep)
- solwara - oceano (dall'inglese salt water, "acqua salata")
- stap - essere, stare (dall'inglese stop)
- stesin - stazione (dall'inglese station)
- swit - dolce (dall'inglese sweet)
- tasol - solo (dall'inglese that's all, è tutto)
- tok - parlare (dall'inglese talk)
- tru - vero (dall'inglese true)
- wanem - cosa
- wanpela - un, uno (dall'inglese one fellow)
- wok - lavoro (dall'inglese work)

## Sistema di scrittura
Il tok pisin viene scritto in alfabeto latino.

## Esempi

### Il Padre Nostro in lingua Tok pisin
Papa bilong mipela
Yu stap long heven.
Nem bilong yu i mas i stap holi.
Kingdom bilong yu i mas i kam.
Strongim mipela long bihainim laik bilong yu long graun,
olsem ol i bihainim long heven.
Givim mipela kaikai inap long tude.
Pogivim rong bilong mipela,
olsem mipela i pogivim ol arapela i mekim rong long mipela.
Sambai long mipela long taim bilong traim.
Na rausim olgeta samting nogut long mipela.
Kingdom na strong na glori, em i bilong yu tasol oltaim oltaim.
Tru.